# ゲイバー
ゲイバー（英：gay bar）とは、男性同性愛者（ゲイ）のバー（酒場）である。
ニューハーフやトランスジェンダー、女装をした男性などが、主として一般の異性愛者に接客する女装バーと、女装による接客が無い男性同性愛者（ゲイ）同士が集うバーの2種類がある。厳密な定義はないが、現在のゲイバーは後者を指すことが多く、ホモバーとも呼ぶ。女装バーは「ニューハーフの店」と呼んでゲイバーとは区別するようになってきている。新宿2丁目にあるのは殆どがゲイバーであり、女装バーは少ない（「#ニューハーフ系バー」で後述）。
ゲイバーは世界中に存在しており、一つの大きな集合体としての街を形成している。本項では日本国内を対象とした内容で記述する。

## 歴史
陰間茶屋、ゲイ・タウンとしての新宿二丁目も参照
江戸時代中期（元禄年間）頃には、陰間茶屋（上方では若衆茶屋）といわれる、今でいう売り専バーに近い形態のゲイバーがあった。また戦前は、昭和初年にはゲイバーやゲイクラブが出現していたとされる。
戦後初のゲイバー「やなぎ」

戦後初のゲイバーは1945年（昭和20年）、新橋の烏森神社参道に開店した島田正雄（通称：お島さん）が経営する「やなぎ」といわれ、比較的女装バーの色合いが強い店であった。この店は「青江のママ」こと青江忠一、「吉野のママ」こと吉野寿雄両人のような女装の名物ママを輩出したバーとしても知られる（後に銀座にゲイバーを開いた青江はカルーセル麻紀の師匠にあたり、同店では東郷健も働いていた。吉野は1963年に六本木にゲイバー「吉野」を開店する）。またやなぎには、江戸川乱歩、アラン・ドロン、ピエール・カルダン、イヴ・サン＝ローランなどの著名人も訪れていた。
「ブランスウィック」…「夜曲」…

この後、1948年に、三島由紀夫の小説「禁色」に出てくるゲイ・バア「ルドン」のモデルとなるゲイ喫茶「ブランスウィック」も、銀座尾張町（現・5丁目）に開店する。同店には美輪明宏がボーイとして働いており、その時吉野は客として訪れている。時代は下るが、同じく三島の「肉体の学校」（1963年）には池袋「ヒアンシンス」というゲイ・バアが登場する。この作品は映画化もされているが、モデルとなる店があったか等については不明である。その他神田には1949年（昭和24年）に開店した「シルバー・ドラゴン」があり、新宿初のゲイバー「夜曲」（角筈）や、1951年には新宿三丁目に「イプセン」が開店している。美輪明宏が丸山明宏の著者名で出した「紫の履歴書」や、吉野寿雄の「サービスの達人」などがゲイバーについて詳しい。
現在

現在（2012年時点）は、新宿2丁目だけで約450軒のゲイバーが軒を連ねている（2012年7月3日産経新聞）。因みに、バブルの頃の1991年4月24日号の「スパ！」には、「仲通りを中心に約300軒の飲み屋がひしめく」とあるが、産経の記事の根拠が「警視庁保安課によると」とあるのに対し、スパはどう数えたのかソースは明かされていない。単純に比較すると150軒増えていることになるが、実際のゲイバーの増減については未検証である。
1995年以降のインターネットの急激な普及で、出会いの場でもあったゲイバーに行く人が減っている。また2008年には新宿3丁目に副都心線新駅ができたことでミニバブルが発生し、不動産家賃の上昇に伴い経営難に陥るゲイバーが続出。異性愛者向け店舗やオフィスに業態転換する店が増えるなど、2丁目ゲイタウンの存続を危ぶむ声すら上がり始めている。

### ゲイバーの分類

#### ゲイバー（ホモバー）
同性愛者（両性愛者、バイセクシュアル含む性的少数者・LGBT）に占める性同一性障害（トランスジェンダー）の人は1％未満であり、ゲイの殆どは女装せず、心の性も体の性も男性のままでいたいと思っている。その男性たちが集うのが「ゲイバー」で、数の上では最も多く、ホモバーともいう。店により様々な特徴があり、個性的なマスター/ママがいる店や客層が広い店があるほか、好みの体型や年齢で集まる店、趣味で集まる店など、テーマ性を打ち出している店もある。
- 特徴・客層
  - 体型別…体型を問わないバーが多くを占めるが、スポーツマン・マッチョ好きゲイが集まる体育会専バー、ガッチリムッチリ体型が好きなゲイが集まるガチムチ系バー、デブ専バーなどがある。
  - 年齢別…若い人同士の若専バー、30代～40代中心のバー、老け専バー（年配者が好きな年配者が集まる「フケ・フケバー」と、フケ専の若い人を目当てに若専の年配者が集う「フケ・若バー」がある）、お位牌バー（フケ専バーの一種。ボトルと一緒に亡くなった恋人のお位牌がキープしてあり、オーダーするとお位牌が出てきて懐かしみながら呑む）など。
  - 趣味別（スポーツ系）…テニスサークル系、バレーボール系、ウィンタースポーツ系など。
  - 趣味別（音楽系）…松田聖子、中森明菜、中島みゆきなどの愛好家が集まる店がある。とりわけ「みゆきバー」は、「西海岸」、「碧珊瑚」[9]、「36．5℃」、「毒をんな」の4軒があったが、90年代終わり頃西海岸は閉店し[10]、36．5℃も2010年前後に閉店した。1990年代後半頃2丁目クラブ「ARTY FARTY」（旧店舗）で初開催された「みゆきナイト」は、現在でも2丁目クラブで開かれている[11]。
  - 外専バー…「スパルタクス」(英版)という世界的なゲイガイドブックがあり、そこに載っている店に外国のゲイ客が多く集まる。1970-80年代は「SHIRE」、「リージェント」[12](現東京三協信用金庫)、ゲイディスコのブラックボックス、MAKOが有名だった。90年代以降は仲通り沿いにオープンカフェスタイルの外専バーもできている。
  - その他…ゲイ向けSMバー、大抵の店では水商売の常道として「政治と宗教の話はご法度」であるが、ゲイリブ関係者が集う「リブバー」、沖縄が好きな人が集まる店などがある。

#### クラブ・カフェスタイルのバー
ママやマスターと親しくなり、カウンター越しに話し込むタイプの通常のゲイバーと趣が異なり、店内で客同士が自由に話せ、長居できる。料金が1杯500円～とリーズナブルな為、客層は比較的若い。店内が比較的広く、テーブルや座席の間隔も開いていて、オーダー後も席を移動できる。クラブ（≒ディスコ）とゲイバー（スナック）の中間的存在。拘束を嫌うゲイに好まれ、90年代以降に増えたが、歴史が長い店では「ANNEX」（旧CLUB・ZIP）などが有名。テーブルなど各所に3A（アタック・アピール・アポイント）カードとペンが置いてあり、タイプの男性にアドレスなどを書いて渡せる。パートナーを探している一人飲みのゲイ客も多い。週末などにゲイナイトを開催している店もある。
因みに本格的なゲイドラマとして人気を博した「同窓会」には、「スプラッシュ」というゲイバーが出てくるが、そこのセットはZIP（現ANNEX）がモデルだった。又スプラッシュという店名はNYの有名なゲイのショットバーから取っている。

#### 売り専バー
ホストの男性を指名する店。ワンオーダー制の店が多い。かつては店のボーイにはストレートの男性が多かったことから、そう言われるようになった。ただし今では多くの店はゲイ、ストレート、バイセクが混在している。

#### ニューハーフ系バー
近年では女装をして、なおかつ身体も完全に女性になりたいトランスセクシュアルのことをニューハーフというが、彼女達がいる店を「ニューハーフの店」と呼び、女装をしない男性同性愛者が集まる「ゲイバー」（ホモバー）とは区別するようになってきている。両方ひっくるめてゲイバーと呼ぶことも依然多いが、両者は別ジャンルである。
客層はヘテロ男女が殆どを占め、女装愛好家のゲイ（ニューハーフを専門に恋愛対象にするゲイ）を除き、ゲイ男性の多くは行かない。またニューハーフの店で働いているのはニューハーフ（トランスセクシュアル）とは限らず、女装家もいる。またニューハーフ・バーとは別にその女装家がママを務める女装系ゲイバーもある。カウンター越しで飲む通常のバーと、ショーを提供している「ニューハーフ系ショーパブ」がある。
ニューハーフ・女装系の店は、東京は歌舞伎町、六本木などにあり、大阪は堂山のほか心斎橋などにある。2丁目も堂山も非女装のゲイバーが多くを占め、ニューハーフ・女装系の店は非常に少ない。その理由は、女装する人は性同一性障害の人だけでゲイ全体の1％未満と数が元々少ないこと、非女装の男性同性愛者（ゲイ）の多くはニューハーフ系バーには行かないため、2丁目に店を構えても需要が余り見込めないからである。女装者コミュニティは新宿二丁目とは別に存在し、歌舞伎町、新宿ゴールデン街、新宿三丁目の要町（末広亭の辺り）のブロックにある。

#### ミックスバー
店員にゲイと女装家とニューハーフが混在しているバーのこと。客にゲイと異性愛者が混在しているバーは観光バーという。

#### ゲイ・クラブ
詳細は「日本のゲイ文化#クラブカルチャー、ゲイディスコ」参照
ゲイバーではないが、ゲイ・ディスコは1970年代には既に存在しており、ブラックボックスやMAKOなどが有名だった。1966年にはクラブ「NEW SAZAE」がオープンしていたが、当時からダンススペースがあったかは不明。80年代のディスコブームが風営法の改正などで一旦収束したのと合わせて、2丁目のゲイディスコの多くも姿を消した。その後90年代以降にクラブが増え始め、ゲイの若者や20代から30代くらいのリーマンゲイなどが比較的多く集まる。DJが音を鳴らしそれに乗って踊ったり、お立ち台があるなどストレート向けのクラブと変わらない。週末などにゲイナイトやボーイハントなどの各イベントが催されている。かつて2丁目にゲイ向け常設クラブ「ディライト」があった。

#### 観光バー
ゲイではないストレート（異性愛者）の男女も入店が可能なバー。ただし2丁目の多くのゲイバーは会員制などの札が貼られ、ゲイの男性しか入店できないバーが今も最も多い。

## エリア・店舗数一覧
大都市圏を中心に営業を展開している。
エリア
- 北海道 - 札幌市（すすきの南西）
- 東北 - 青森市・弘前市・秋田市・八戸市・仙台市
- 東京都 - 新宿2丁目、上野（主に7丁目と東上野）、浅草（主に2・3丁目）、新橋（主に烏森口の3・4丁目）、池袋（西口・東口）、渋谷区、中野区、高円寺、蒲田など。
- 関東 - 横浜市（通称：野毛《又は桜木町》）、埼玉（大宮・西川口・浦和・川越）、千葉市、高崎市など。
- 中部・北陸 - 名古屋（女子大小路《池田公園、栄4丁目界隈》）、静岡市、金沢市など。
- 大阪府 - 堂山町、ミナミ（難波4丁目など）、新世界
- 関西 - 京都府、三宮、姫路市
- 中国 - 広島市、岡山市
- 四国 - 高松市
- 九州 - 福岡市博多（住吉・春吉）、北九州市（小倉）、熊本市（下通）など。
- 沖縄県 - 那覇市（桜坂）

(1)ゲイバーの店舗数（ゲイイエローページ「Gclick」《2013年》による）
- 新宿2丁目 - 274
- キタ（堂山）- 150
- 上野 - 95
- 浅草 - 67
- 新橋 - 66
- 名古屋（栄4丁目・伏見駅）- 63
- 博多 - 62
- ミナミ（主に難波4丁目）- 42
- 横浜（通称：野毛《または桜木町》）- 37
- 札幌 - 32
- 広島 - 30
- 那覇 - 25
- 新世界・那覇 - 25
- 池袋・小倉 - 各21
- 京都 - 17
- 仙台 - 14
- 岡山 - 13
- 静岡・鹿児島 - 10
- 金沢・松山 - 各9
- 渋谷・浜松・高知 - 各8
- 青森・高松・熊本 - 各7
- 中野・姫路 - 6
- 山形・大井町・蒲田 - 5

(2)ゲイバー・売り専ホストの店舗数（Badi-1998年3月号「男のイエローページ」による）
- 新宿2丁目エリア - 263
- キタ（堂山）- 115
- ミナミ - 51
- 名古屋 - 50
- 上野 - 46
- 博多 - 38
- 札幌 - 30
- 横浜・新世界 - 各29
- 浅草 - 27
- 京都 - 21
- 池袋 - 20
- 那覇 - 17
- 小倉 - 16
- 新橋・広島 - 各15
- 岡山 - 13
- 仙台 - 12
- 静岡 - 11
- 三宮・熊本 - 各10
- 青森 - 8
- 金沢 - 7
- 秋田・蒲田・高円寺・姫路 - 各6
- 渋谷・千葉・新潟・岐阜・高知・松山・宮崎・鹿児島 - 各5
- 大井町・八王子 - 各4
- 函館・八戸・青森・郡山・高崎・西川口・水戸・長野・浜松・大分・長崎 - 各3
- 中野・赤羽・浦和・川越 ・川崎・宇都宮・小山・福島・いわき・松本・沼津・四日市・福井・新大阪・明石・徳島・松江 - 各2

## 営業時間
概ね18時-20時より営業する店舗が多い。中には正午前後より開店し、昼食を低価格で提供し、20時前後からはバーとして営業する店舗や、15時前後より喫茶（カフェ）として開店し、概ね20時前後からはバーとして営業する店舗などがある。

### 二部構成店
バーとして夜間の営業を終えると、違う店名で日中営業する店もある。料金は基本的にバーとして営業する時間帯と変わらない。おおむね夕方までの営業時間で夜の店に引き継ぐ。

## サービス等
一般的にはお通しと呼ばれる惣菜やつまみとドリンク1杯のセットで1,200～1,500円が相場である。ボトルキープをしている場合、セット料金として1,500～2,000円程度となっている。ボトルの金額は店舗によってまちまちだが、4,000円前後が相場となっている。割り物はピッチャーグラス1回まではセット料金内としているが、店舗によりフリーとなっている場合もある。乾き物（つまみ）は前述した通りセットとして含んでいたが、自由に取れるようになっている店舗も存在する。また、カラオケを導入している店舗、置かない店舗など、多種多様な店がある。

## イベント等
- 周年パーティー
- スタッフのバースデイ
- 旅行（参加者実費）
- 年末年始のカウントダウン
- お花見

## バー存続の裏側
若年のスタッフ（従業員）は流動的であるといわれる。別店舗のアルバイトの掛け持ちをしたり、店主の厳しさやうまく環境に馴染めないなどの理由から数日～数か月の労働で嫌気が差して早期退職していく者がいるのも現実である。
テナントビルオーナーとの付き合いがうまくいかない場合や、売上減少など店舗閉鎖の危機に瀕している店舗もある。
店舗間でイベントチラシ（フライヤー）を相互設置して少しでもお店の存在を知ってもらおうと努力している。店舗によってはスタンプカードを希望者に発行し、特典として付加価値を提供している。また、協賛イベントなど、お客さん同士の交流を深めるための提供を行う。